# Clifton Sandvliet
Clifton Sandvliet (né le 18 août 1977) est un ex footballeur international surinamien qui évoluait au poste d'attaquant.

## Biographie

### Équipe nationale
Sandvliet commença sa carrière internationale avec le Suriname en 2000. Il disputa les éliminatoires pour les Coupes du monde de 2002, 2006 et 2010 (14 matches joués et 4 buts marqués au total). Il participa à la phase finale de la Coupe caribéenne des nations 2001, à Trinité-et-Tobago, en marquant notamment un but contre Cuba (défaite 3-4).
En outre, il a longtemps détenu le record du nombre de buts marqués avec le Suriname (12 buts en 33 sélections), avant d'être dépassé depuis mars 2019 par Stefano Rijssel (14 buts).

#### Buts en sélection
| Buts en sélection de Clifton Sandvliet | Buts en sélection de Clifton Sandvliet | Buts en sélection de Clifton Sandvliet               | Buts en sélection de Clifton Sandvliet | Buts en sélection de Clifton Sandvliet | Buts en sélection de Clifton Sandvliet | Buts en sélection de Clifton Sandvliet |
|                                        | Date                                   | Lieu                                                 | Adversaire                             | Score                                  | Résultat                               | Compétition                            |
| -------------------------------------- | -------------------------------------- | ---------------------------------------------------- | -------------------------------------- | -------------------------------------- | -------------------------------------- | -------------------------------------- |
| 1.                                     | 8 avril 2001                           | André Kamperveen Stadion, Paramaribo (Suriname)      | Grenade                                | 3-1                                    | 3-1                                    | CAR 2001                               |
| 2.                                     | 16 mai 2001                            | Centre of Excellence, Tunapuna (Trinité-et-Tobago)   | Cuba                                   | 3-4                                    | 3-4                                    | CAR 2001                               |
| 3.                                     | 28 juillet 2002                        | Trinidad Stadion, Oranjestad (Aruba)                 | Aruba                                  | 2-0                                    | 2-0                                    | QGC 2003                               |
| 4.                                     | 10 janvier 2004                        | André Kamperveen Stadion, Paramaribo (Suriname)      | Antilles néerlandaises                 | 1-1                                    | 1-1                                    | Amical                                 |
| 5.                                     | 27 mars 2004                           | André Kamperveen Stadion, Paramaribo (Suriname)      | Aruba                                  | 4-1                                    | 8-1                                    | QCM 2006                               |
| 6.                                     | 24 novembre 2004                       | Marvin Lee Stadium, Tunapuna (Trinité-et-Tobago)     | Grenade                                | 2-2                                    | 2-2                                    | CAR 2005                               |
| 7.                                     | 26 novembre 2004                       | Manny Ramjohn Stadium, Marabella (Trinité-et-Tobago) | Porto Rico                             | 1-0                                    | 1-1                                    | CAR 2005                               |
| 8.                                     | 14 juin 2008                           | André Kamperveen Stadion, Paramaribo (Suriname)      | Guyana                                 | 1-0                                    | 1-0                                    | QCM 2010                               |
| 9.                                     | 22 juin 2008                           | Providence Stadium, Georgetown (Guyana)              | Guyana                                 | 2-0                                    | 2-1                                    | QCM 2010                               |
| 10.                                    | 9 août 2008                            | Blairmont Ground, Berbice (Guyana)                   | Dominique                              | 2-1                                    | 3-1                                    | CAR 2008                               |
| 11.                                    | 11 octobre 2008                        | André Kamperveen Stadion, Paramaribo (Suriname)      | Costa Rica                             | 1-3                                    | 1-4                                    | QCM 2010                               |
| 12.                                    | 23 octobre 2008                        | Estadio Pedro Marrero, La Havane (Cuba)              | Barbade                                | 1-0                                    | 2-3                                    | CAR 2008                               |

NB : Les scores sont affichés sans tenir compte du sens conventionnel en cas de match à l'extérieur (Suriname-Adversaire).

## Palmarès

### En club
- Walking Bout Company :
  - Champion du Suriname en 2006 et 2009.
  - Vainqueur de la Supercoupe du Suriname en 2004, 2006 et 2009.
  - Vainqueur de la Coupe du Suriname en 2009, finaliste en 2007.

### Distinctions personnelles
- Meilleur buteur du championnat du Suriname en 2002 (27 buts) et 2006 (27 buts)[3].